# 利希夫
51°29′38″N 31°8′45″E / 51.49389°N 31.14583°E

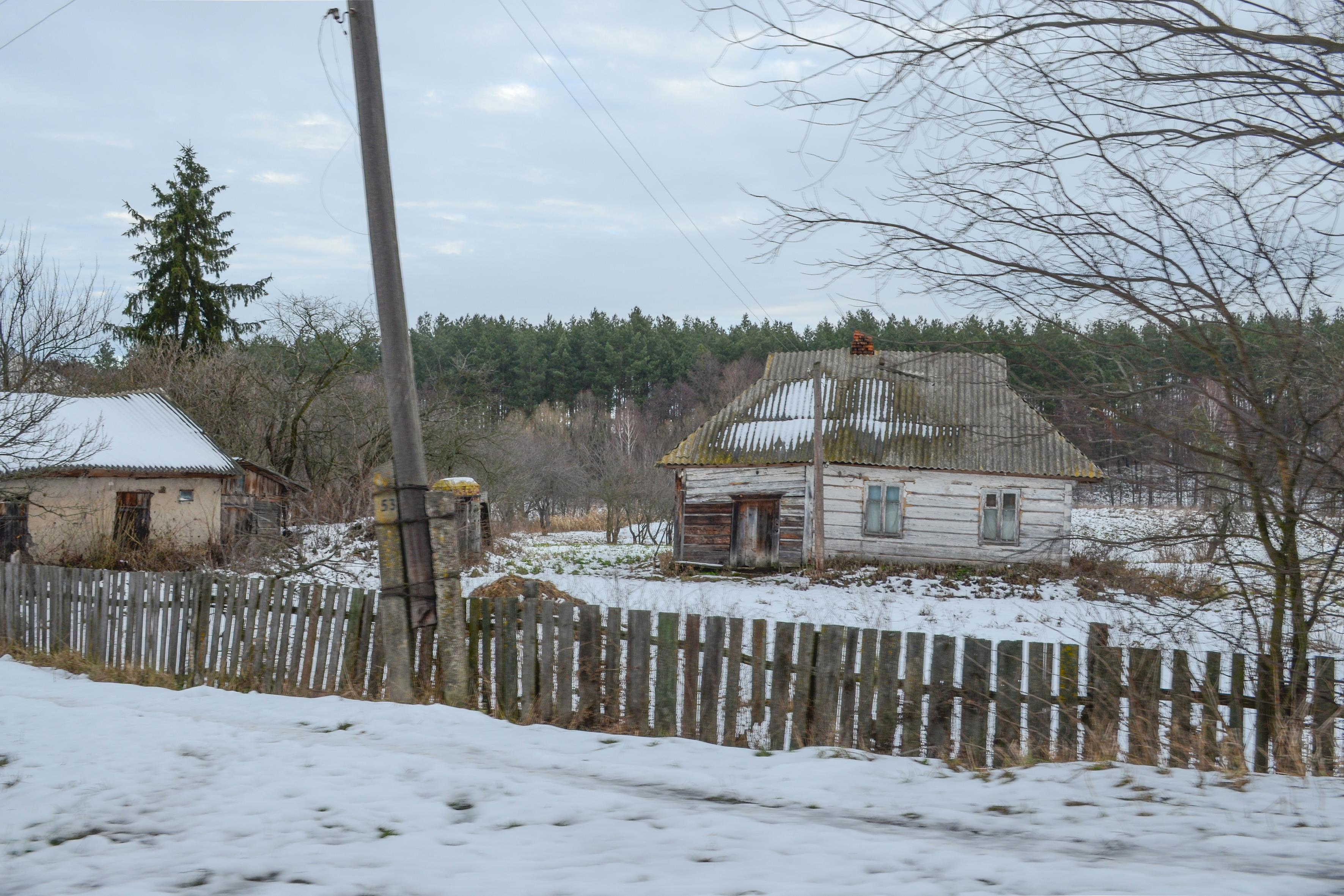

利希夫（烏克蘭語：Льгів），是烏克蘭北部切爾尼希夫州切爾尼希夫區米哈伊洛-科秋宾斯凯市镇的村落。始建於1704年，面積2.18平方公里，海拔高度140米，2001年人口467，人口密度每平方公里214.2人。